# Giove Dolicheno

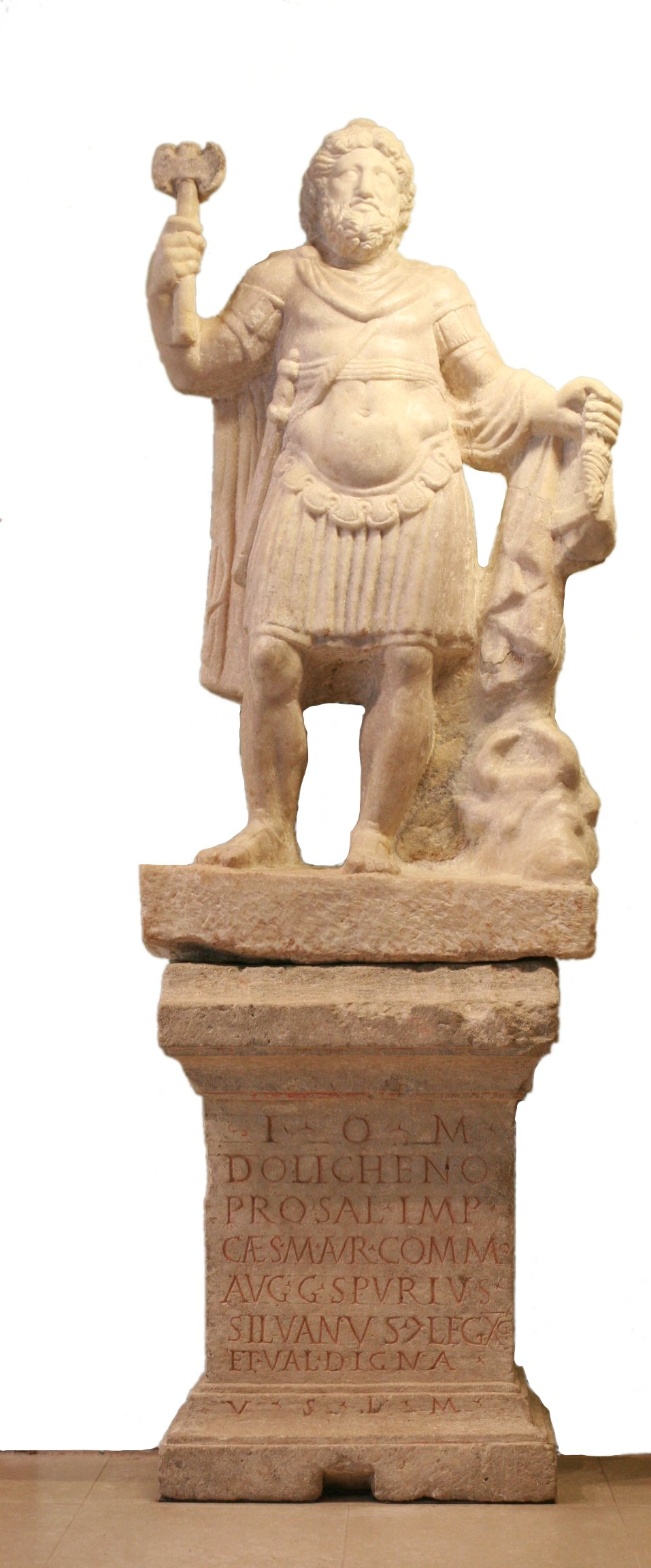
Giove Dolicheno

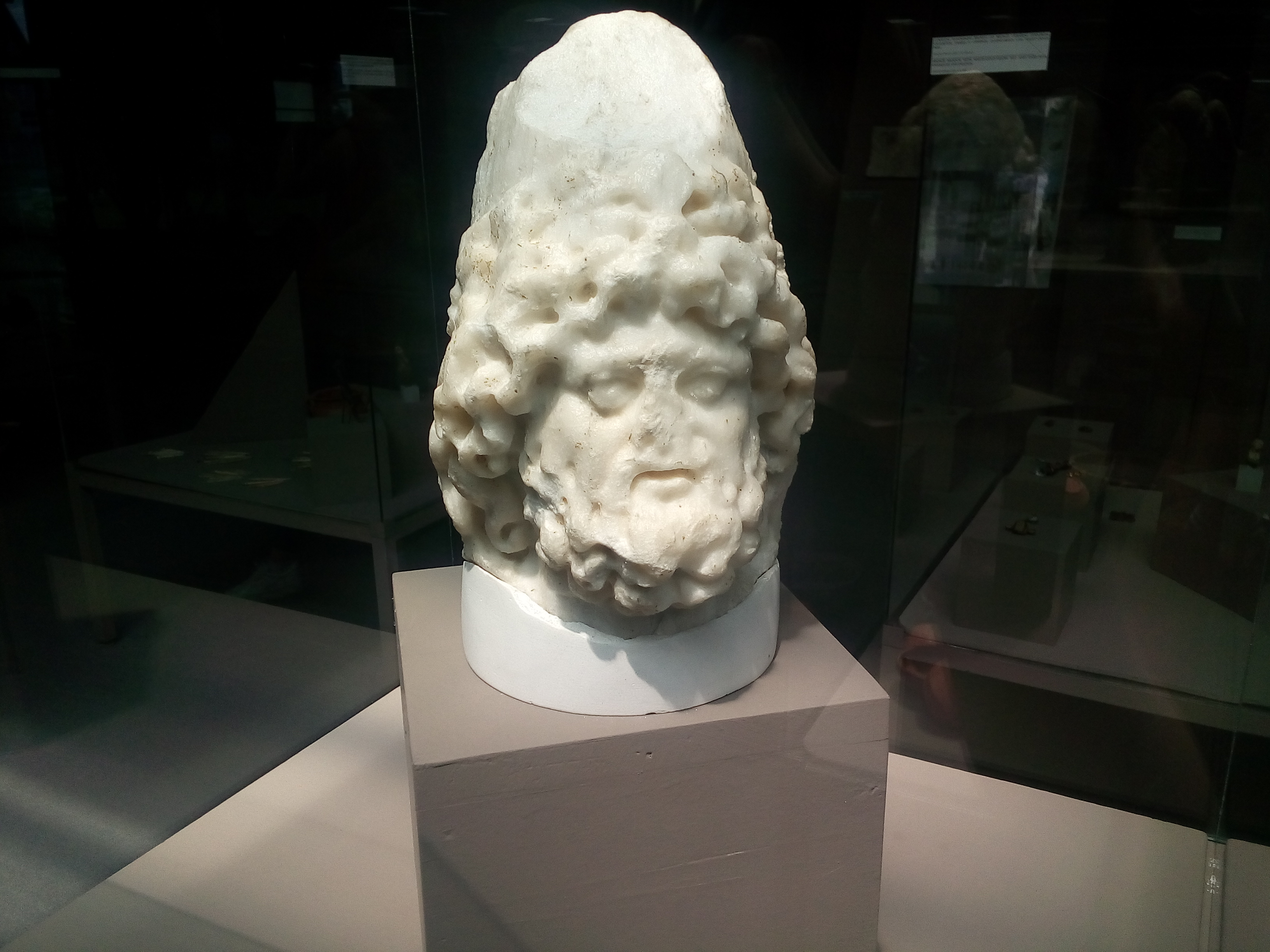
Scultura di Dio Giove Dolicheno, Museo Archeologico di Kladovo

Giove Dolicheno (Juppiter Dolichenus) o semplicemente Dolicheno è il nome di una divinità asiatica originaria della città di Dolico, in Anatolia, accettata nel pantheon della religione romana.

## Origini e culto
Fino alla fine del XX secolo, l'esotismo romano era generalmente preso per buono e Giove Dolicheno, come le altre figure pseudo-orientali, si presumeva fosse in realtà la continuazione romana di una figura orientale. Nel caso di Giove Dolicheno, l'esotismo è stato attribuito a una interpretatio romana derivata da un culto semitico di Hadad-Baal-Teshub, che aveva il suo centro di culto su una collina vicino a Doliche, 30 miglia romane a ovest di Samosata sull'Eufrate, nella Commagene, nell'Asia Minore orientale (il nome attuale della collina è Baba Tepesi, "la collina del Padre (Teshub)"). La Doliche storica si trova su un'altura oggi nota come Keber Tepe, a ovest di Dülük, nella provincia di Gaziantep, in Turchia). È dalla città di Doliche che è stato adottato l'epiteto "Dolichenus" "di Doliche". Tuttavia, a partire dagli anni '80 è diventato sempre più evidente che la veste esotica che i Romani davano alle loro divinità cosiddette "orientali" era per lo più superficiale e si basava principalmente sulle percezioni romane di come fossero le divinità straniere. Di conseguenza, nel contesto della religione romana, il termine "orientale" non ha più molto peso ed è ora usato per lo più solo come etichetta archeologica.
Il culto di Giove Dolicheno è particolarmente difficile da valutare in questo senso perché i reperti archeologici di Dülük indicano che, a un certo punto, il materiale romano fu esportato a Doliche, oscurando così la distinzione tra culto romano e culto autoctono. Nonostante questi problemi scolastici, i Romani percepirono Giove Dolicheno come "siriano" e questa percezione, non la realtà, influenzò il mondo romano. Reinventato o meno, il culto romano sembra essere stato informato dal ruolo di Baal come dio nazionale e come dio "re" (cioè il più anziano del suo pantheon), entrambi aspetti che caratterizzano anche il Giove romano.

## Diffusione
Le prime tracce del culto di Giove Dolicheno compaiono all'inizio del II secolo, forse come sottoprodotto del contatto tra le truppe romane e quelle commagene durante le campagne alleate romano-commagene contro il Regno del Ponto nel 64 a.C., ma forse anche come prodotto di resoconti di viaggio o di colportage molto abbelliti (o addirittura liberamente inventati) che circolavano nel bacino del Mediterraneo in epoca ellenistica e romana. La prima testimonianza databile del culto romano è un'iscrizione (CIL VIII, 2680) proveniente da Lambaesis in Numidia, dove il comandante delle truppe romane e governatore de facto dedicò un altare nel 125. Il culto è poi attestato a Roma, durante il regno di Marco Aurelio, quando fu costruito un tempio a Giove Dolicheno sul colle Celio. Non molto più tardi, il culto è attestato in Germania, dove un centurione della Legio VIII Augusta dedicò un altare nel 191 a Obernburg, in Germania Superiore (CIL XIII, 6646). Un gran numero di dediche si verifica poi sotto Settimio Severo  e Caracalla, che rappresenta il punto più alto del culto.
A differenza degli altri culti misterici pseudo-orientali, quello di Giove Dolicheno era molto legato all'esotismo e all'identità "dolica"/"siriana", il che ha contribuito alla sua scomparsa. Grazie all'identificazione con la dinastia dei Severi (che era percepita come "siriana", dato che Caracalla era per metà siriano e aveva trascorso gran parte del suo regno nelle province orientali), dopo l'assassinio di Alessandro Severo nel 235 il culto divenne forse un bersaglio nell'ambito di una "reazione illirica" contro la caduta della dinastia "siriana" e i suoi sostenitori. La documentazione archeologica rivela la violenta distruzione di tutti i templi doliciani conosciuti nelle province sul Reno e sul Danubio durante il regno di Massimino Trace. Tuttavia, la distruzione dei santuari nelle province renane/danubiane non fu la fine del culto, né in quelle province né altrove, e diversi monumenti risalgono ai due decenni successivi. Tuttavia, nel 253 o 256, l'imperatore sassanide Sapore I assediò e saccheggiò Doliche. Sembra che con la perdita del santuario principale di Dolicheno, il dio sia stato definitivamente screditato in termini di potere percepito, e le testimonianze del culto cessarono da allora. Il culto si era legato così saldamente alla santità di Doliche e alla natura orientale del dio che non aveva mai raggiunto l'universalità necessaria per sopravvivere alla perdita. L'ultimo monumento di Dolicheno di cui si ha notizia proviene dal tempio del colle Esquilino e risale al regno di Gallieno.